# Нормальний шлюб (фільм)
«Нормальний шлюб» (англ. A Good Marriage) —  американський драматичний трилер 2014 року режисера Пітера Аскіна, знятий по повісті Стівена Кінга «Нормальний шлюб», одна з чотирьох повістей, що входять в книгу «Повна темрява. Без зірок».

## Сюжет
Двадцять п'ять років Дарсі і Боб Андерсон щаслива сімейна пара. Дарсі —  турботлива дружина з відмінною фігурою і рідкісним хобі, Боббі —  кращий бухгалтер великої портлендської компанії. У їх дочки Петри незабаром весілля, а син Донні робить перші кар'єрні успіхи. Знайомі вважають героїв ідеальним подружжям і анітрохи не помиляються: в будинку Андерсонів живуть благополуччя, злагода і любов.
Як завжди, все змінює випадок. За відсутності чоловіка, відправленого в чергове відрядження, Дарсі спускається в гараж в пошуках батарейок. Однак замість них жінка знаходить схованку Боба, набиту порнографічними журналами з садомазохістськими фото, і коробочку з документами убитих дівчат, жертв серійного вбивці. З жахом нещасна дружина розуміє, що її Боббі —  кривавий вбивця, що тероризує Нью-Гемпшир. Правильний вихід з кошмарної ситуації —  повідомити поліцію, але тоді життя Петри і Донні буде зруйнована. Тому Дарсі приймає незвичайне рішення.

## У ролях
- Джоан Аллен —  Дарсі Андерсон
- Ентоні Лапалья —  Боб Андерсон
- Крістен Конноллі —  Петра Андерсон
- Стівен Ланг —  Голт Рамзай
- Кара Буоно —  Бетті Пайк
- Майк О'Мейлі —  Білл Гейнс
- Тео Стокман —  Донні Андерсон